# Dvoeretsje (kraj Kamtsjatka)
Dvoeretsje (Russisch: Двуречье) is een plaats (posjolok) in het gemeentelijke district Jelizovski van de Russische kraj Kamtsjatka. De plaats ligt aan de hoofdweg R-474 van Jelizovo naar Petropavlovsk-Kamtsjatski, op ongeveer 8,5 kilometer ten zuidoosten van het centrum van Jelizovo en 24 kilometer van het centrum van Petropavlovsk-Kamtsjatski. In de plaats wonen 285 mensen (2007). Ten zuidoosten van de plaats ligt het dorpje Krasny.
De plaats werd gesticht in 1935 en heette aanvankelijk 24e kilometer (24-и километр) vanwege haar ligging op de 24e kilometer van de hoofdweg van Petropavlovsk-Kamtsjatski naar Jelizovo.
Bij de plaats ligt een nu gesloten sovchoz waar voedsel werd geproduceerd voor het personeel van de afdeling van de Pacifische Vloot in Kamtsjatka, zoals kool, wortels, bieten, bladgroenten, komkommers, tomaten, melk, boter, vlees, kip en eieren. Na de val van de Sovjet-Unie verdween de noodzaak hiervoor echter grotendeels en daarmee de bestaansbasis van de plaats. Een groot deel van de bevolking kwam zonder werk te zitten en trok weg, zodat de plaats nu vooral uit ouderen bestaat.
Bestuurlijk centrum: Jelizovo

Bereznjaki · Dalni · Dvoeretsje · Ganaly · Joezjnye Korjaki · Ketkino · Korjaki · Krasny · Kroetoberegovy · Lesnoj · Malka · Nagorny · Natsjiki · Nikolajevka · Novy · Paratoenka · Pinatsjevo · Pionerski · Razdolny · Severnye Korjaki · Sokotsj · Sosnovka · Svetly · Termalny · Voelkanny · Zeleny